# Martí Cordero
Martí Cordero Llopis (Granollers, Barcelona; 22 de enero de 2002) es un actor e ilusionista español conocido por su papel de Jon Romaña en la serie 4 estrellas.

## Biografía
Desde muy pequeño se interesó por la magia y la interpretación. Se sube por primera vez a las tablas en el año 2008, con la obra Això no és vida de la compañía T de Teatre. Seis años después, volvería al teatro con la obra Principito.
En 2016, debuta en televisión como concursante del programa Invencibles emitido por Ràdio Televisió Cardedeu. En dicho concurso permanece hasta 2018. 
En 2021 forma parte de los aspirantes de la sexta edición de Got Talent España, siendo eliminado en las segundas audiciones de la edición. En ese mismo año consigue su primer papel en el cine, con la película 42 segundos.
En 2022 obtiene su primer papel en televisión en Fácil de Movistar Plus+. Meses más tarde comienza el rodaje de Las invisibles interpretando a Martín, trabajador de las cocinas del hotel donde trabajan las protagonistas de la serie.
A principios de 2023 ficha por 4 estrellas, serie diaria de La 1, interpretando a Jon Romaña Lasierra, hijo de Javier Romaña (David Lorente) y Silvia Lasierra (Marta Aledo). Ese mismo año se anuncia su participación en la segunda temporada de Los enviados.
También ha practicado deportes como waterpolo, formando parte de la División Española Absoluta de Waterpolo. Y practica malabares y circo.

## Trabajos

### Filmografía

#### Televisión
| Año         | Título                     | Personaje           | Cadena         | Notas         |
| ----------- | -------------------------- | ------------------- | -------------- | ------------- |
| 2022        | Fácil                      | Kevin               | Movistar Plus+ | 5 episodios   |
| 2023 - 2024 | 4 estrellas                | Jon Romaña Lasierra | La 1           | 235 episodios |
| 2023        | Las invisibles             | Martín              | SkyShowtime    | 8 episodios   |
| 2023        | Los enviados               |                     | Paramount+     | ¿? episodios  |
| 2024        | Una vida menos en Canarias | Martín Perujo       | Atresplayer    | 1 episodio    |
| 2025        | Olympo                     | Charlie Lago        | Netflix        | 8 episodios   |

| Año       | Título            | Función     | Cadena                    |
| --------- | ----------------- | ----------- | ------------------------- |
| 2016-2018 | Invencibles       | Concursante | Ràdio Televisión Cardedeu |
| 2021      | Got Talent España | Concursante | Telecinco                 |

#### Cine
| Año  | Título                          | Personaje          | Dirección                       |
| ---- | ------------------------------- | ------------------ | ------------------------------- |
| 2022 | 42 segundos                     | Jugador italiano 3 | Dani de la Orden y Álex Marrull |
| 2024 | ¿Quién es quien?                | Hugo Fuentes       | Hugo Martín Cuervo              |
| 2025 | Viaje de fin de curso: Mallorca | Benja              | Paco Caballero                  |

### Teatro
- 2008: Això no és vida. T de teatre (Molins de Rey).
- 2014: Principito. Como protagonista (Santa María de Palautordera).
- 2021: Una fruita estranya. Como protagonista. Dir. María Castillo (Granollers).
- 2022-2024: Dirrrty Boys de Gerard Guix. Dir. Àgata Casanovas. Teatre Akademia.

### Magia
- 2015: Inauguración del teatro el Taller de Mùsics de Barcelona.
- 2018: Actuación especial, Banco Mediolanum.
- 2018: Gran premio Magicus.
- 2019: Premio del público y jurado del Festival Una Tona de Magia.
- 2019: Festival EVA (La Bisbal del Ampurdán).[1]